# Edersee-Grauwacke

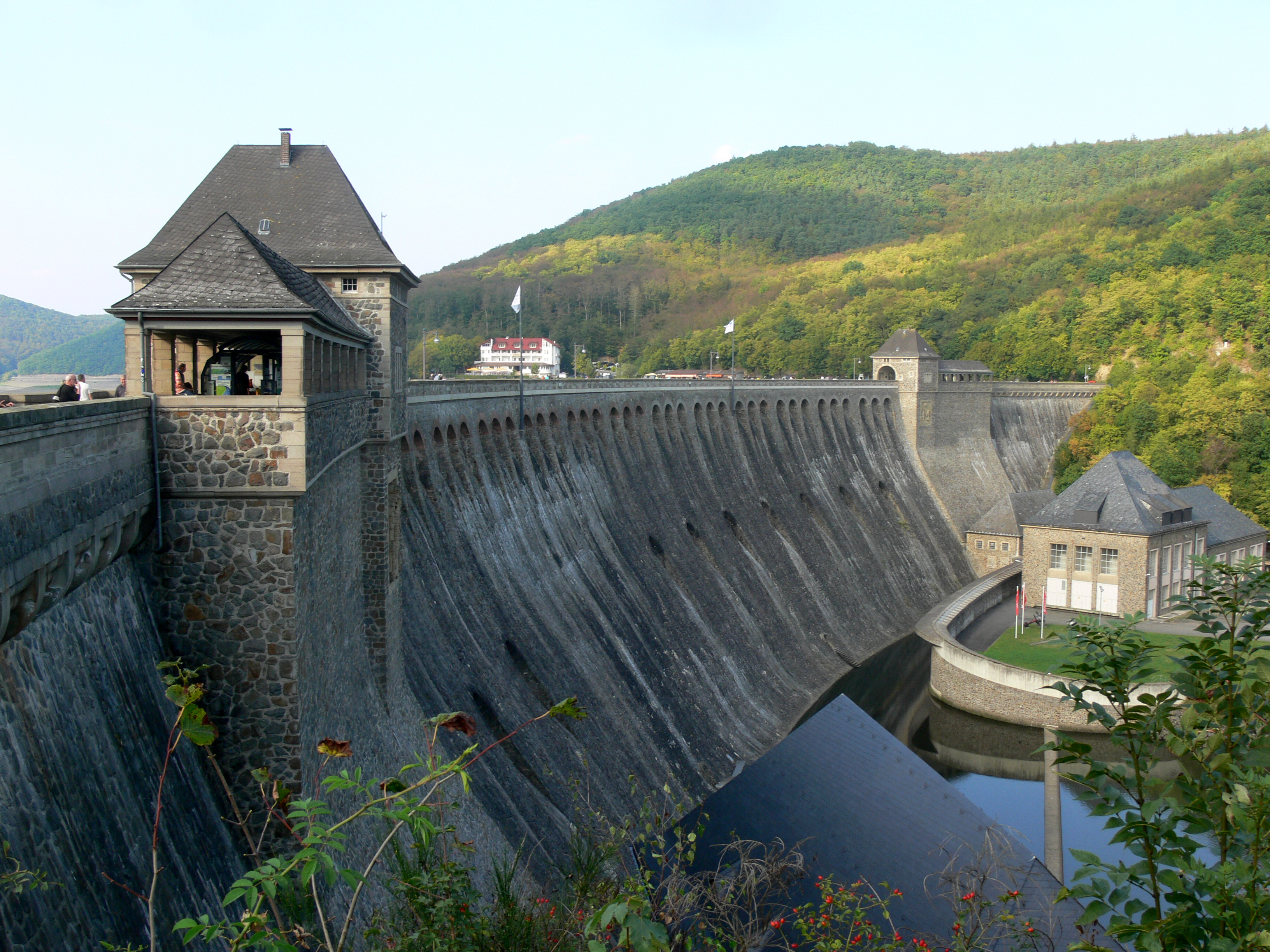
Die Edersee-Staumauer ist mit etwa 300.000 m³ Edersee-Grauwacke aufgebaut

Die Edersee-Grauwacke, auch Hessische Grauwacke genannt, ist ein Naturstein, der in Steinbrüchen bei Waldeck und Vöhl abgebaut wurde und bei Niederwerbe im Kreis Waldeck-Frankenberg in Hessen im Jahre 2010 als Schotter und nicht zur Verwendung als Werkstein abgebaut wird. Diese Grauwacke hatte regionale Bedeutung als Baustein, so ist beispielsweise die Staumauer am Edersee aus diesem Gestein erbaut. Die Edersee-Grauwacke, die zu dem Kulmgrauwacken zählt, entstand im Unterkarbon.

## Gesteinsbeschreibung und Mineralbestand
Edersee-Grauwacke ist ein dunkelgraues, tonig-eisenhaltig gebundenes Gestein, das sehr dicht und homogen ist. Durch Verwitterungsprozesse der Hessischen Grauwacke entsteht partiell rostbraune Farbe an der Gesteinsoberfläche. Diese Farbe entsteht durch eisenhaltige Bindemittel, die im Gestein enthalten sind, und die dadurch hervorgerufene Braunfärbungen überziehen das ansonsten graue bis dunkelgraue Gestein insbesondere an seinen Kluftflächen. Durch diese Färbung erhält das Gestein bei einem Einbau im Mauerwerk eine ansprechende Wirkung.
Die Edersee-Grauwacke besteht aus 53 Prozent Gesteinsbruchstücken, 23 Prozent Quarz, 14 Prozent Feldspat und verschiedenen Akzessorien.

## Verwendung

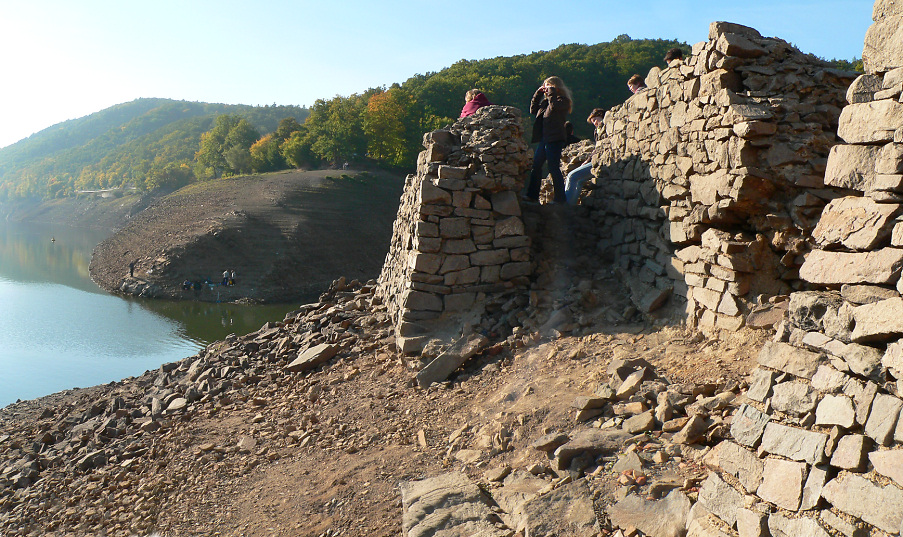
Reste von Bruchsteinmauerwerk aus Edersee-Grauwacke am Edersee

Die Edersee-Grauwacke wurde am häufigsten als Natursteinmauerwerk oder beim Hausbau in allernächster Nähe zu den Steinbrüchen auch als Haussockel, Tür- und Fensterverkleidungen und meist in Form des Zyklopenmauerwerk aufgebaut. Das bedeutendste Bauwerk aus Grauwacke ist die 300.000 m³ umfassende Edersee-Staumauer, die teilweise im Zweiten Weltkrieg durch einen alliierten Bombenangriff zerstört wurde.
Heute ist lediglich ein Steinbruch bei Niederwerbe in Betrieb, der die Grauwacke als Schotter oder für Packlagen abbaut.
Je nach Bruchlage schwankt die Qualität dieser Grauwacke bei Verwendung als Werkstein. Diese Grauwacke ist allgemein gut verwitterungsbeständig und zeigt erst nach längerer Zeit Erscheinungen wie Absanden, Abgrusen und Abbröckeln.